# Spike Team
Spike Team è una serie animata italiana prodotta da Rai Fiction, Lucky Dreams e Graphilm, basata su un'idea di Andrea Lucchetta e rivolta a un target di bambini tra 6 e 11 anni.
A giugno 2013 la serie fu premiata con il riconoscimento FIABA dal Moige, nell'ambito dell'abbattimento delle barriere fisiche e culturali, per aver mostrato lo sport come momento di crescita e di unione tra persone culturalmente diverse. Un secondo riconoscimento da parte dell'associazione arrivò a giugno 2018, premiando la terza stagione "per aver proposto valori come l'amicizia e lo spirito di squadra, il rispetto delle regole, il coraggio, l'accettazione della sconfitta, l'inclusione, la possibilità di superare i propri limiti, anche dati da un handicap, ed esprimere le proprie potenzialità nel confronto con i coetanei, grazie a una sana attività e competizione sportiva".
Nel 2017, Victoria Silvestri, una delle protagoniste, è diventata protagonista dello spot televisivo per promuovere la campagna "Rispetta le regole, ti salva la vita" del quale Lucchetta è testimonial e che affronta la tematica degli investimenti dei pedoni sui binari ferroviari.

## Produzione
Andrea Lucchetta cominciò a maturare l'idea di un cartone basato sulla pallavolo nel 1992-1993, ma il progetto si concretizzò in occasione di Cartoons on the Bay 1996 quando venne apprezzato e condiviso da Rai Trade. Dopo quattro anni di realizzazione, un primo trailer della serie fu presentato a Cartoons on the Bay nel 2007 con il titolo Spike Girls. Le protagoniste, i cui nomi erano Joe, Sue, Vicky, Patty, Anne Mary e Beth, frequentavano la quinta elementare e avevano 11 anni; l'anno dopo, però, il character design fu cambiato e l'età delle ragazze alzata a 16-17 anni per avvicinarsi a una fascia d'età più ampia. La serie definitiva fu presentata al Kids Licensing Forum di Bologna della TeamWorks il 25 marzo 2010, giorno in cui venne anche messo online il sito ufficiale.
La prima stagione, di 26 episodi, fu mandata in onda su Rai 2 ogni domenica dal 21 novembre 2010 al 22 maggio 2011. Nei ventuno giorni precedenti la messa in onda, la rete trasmise ventuno spot pubblicitari da un minuto nei quali Andrea Lucchetta presentava Lucky, lo Spike Team e svelava qualche particolare della serie. La stagione ebbe inizialmente uno share del 5%-5,5%, assestandosi poi sul 3%-3,3%. Alla serie collaborò anche l'allenatore Dan Peterson, che doppiò il cronista delle partite, disegnato sulle sue fattezze da giovane, e il cantante Matteo Setti, che nell'episodio 15 prestò la voce a Bryan Storm, cantante amico di Lucky e idolo dello Spike Team, eseguendo anche una canzone; Setti interpretò inoltre la versione inglese della sigla di coda italiana nell'episodio 5 quando fu presentato in concorso a Cartoons on the Bay. La prima stagione fu candidata ai Pulcinella Awards 2011 nella categoria delle serie televisive per ragazzi.
La produzione della seconda stagione, intitolata "Alla ricerca della vera amicizia" e sempre formata da 26 episodi, cominciò a maggio/giugno 2011. Diventò disponibile a ottobre 2012 e i primi sei episodi furono mandati in onda in prima visione mondiale in Polonia dal 30 luglio al 4 agosto 2013, mentre i restanti dal 19 ottobre; arrivò anche in Catalogna dal 21 settembre 2013. La messa in onda italiana avvenne su Rai Gulp dal 17 luglio al 29 luglio 2014, con due episodi tutti i giorni. Insieme alla seconda stagione, fu realizzato anche un film d'animazione per la televisione intitolato Il sogno di Brent.
A ottobre 2013, Team Entertainment dichiarò di avere in programma una terza stagione la cui produzione sarebbe iniziata nel 2014. Il 22 settembre 2016 lo studio annunciò di aver stretto un accordo con il Multicom Entertainment Group di Los Angeles per la distribuzione globale della serie in lingua inglese, che fu presentata al MIPCOM del successivo ottobre insieme alla terza stagione, sempre composta da 26 episodi della durata di 30 minuti. La stagione fu co-prodotta con l'Audioworks Producers Group, casa di post-produzione newyorkese, e le musiche furono affidate al compositore televisivo Tony DiMito e al cantautore Kasim Sultan; il doppiaggio in inglese fu diretto da Kip Kaplan, direttore della Multicom, e Jason Griffith prestò la voce a Lucky. La terza stagione vide la partecipazione della schermitrice Beatrice Vio in versione animata e l'introduzione del duo musicale femminile canadese HighDiamond, oltre che di Franci, un nuovo membro dello Spike Team. Intitolata "Olimpicamente Spike", andò in onda su Rai Gulp dall'8 al 20 maggio 2018.
Al termine della terza stagione, fu annunciata la produzione della quarta.
Della serie fu anche annunciato un live-action di 26 episodi da trenta minuti l'uno, la cui sceneggiatura a luglio 2012 risultava in preparazione.

## Trama

### Prima stagione
Madame A, una donna d'affari senza scrupoli, controlla Evertown, una città senza verde nel quale lo sport non si pratica più da anni. L'unico terreno ancora da conquistare è quello sul quale sorge lo Spikersfield College, ma, non essendo in vendita, la donna organizza un attentato per uccidere il proprietario Armand Alea. Il testamento dell'uomo, però, stabilisce che, per poter entrare in possesso non solo dei terreni e della scuola, ma anche della Torcia d'Olimpia, custodita nel museo dell'istituto, bisogna partecipare a un torneo di pallavolo femminile, la Coppa Alea. Contro la squadra di Madame A, le Rose Nere, si scontra lo Spike Team dello Spikersfield, squadra formata da Jo, Vicky, Beth, Patty, Susan e Ann Mary, allenate da Lucky, un ex campione. Grazie al torneo, le sei ragazze non scoprono solo i loro punti di forza e di debolezza, ma anche delle virtù speciali che, rappresentate da sei gemme, sono in grado di riaccendere il fuoco di Olimpia.

### Seconda stagione:Alla ricerca della vera amicizia
Il medaglione contenente le pietre della Torcia d'Olimpia viene rubato dal museo di Evertown, portando Alea a scoprire che l'oggetto, se inserito nel Braciere d'Olimpia, è in grado di generare un potere immenso e donare l'eterna giovinezza. Sulle tracce del Braciere, lo Spike Team e Lucky partono per l'Inghilterra seguendo la pista della Legio II Augusta, di re Artù e della tavola rotonda, e contemporaneamente partecipano al Torneo d'Inghilterra organizzato al Brightstar College, dove hanno l'occasione di ottenere la rivincita sulle Rose Nere per la sconfitta alla Coppa Alea; tuttavia, anche il coordinatore della WVBL Gherard Coldwater e l'incaricata del comune di Evertown Priscilla Grey cercano il Braciere d'Olimpia.

### Terza stagione:Olimpicamente Spike
Allo Spike Team si unisce Franci, reclutata come libero per le Olimpiadi studentesche. Alla preparazione per l'evento e alle partite vere e proprie, le Spike intervallano la ricerca del Tempio perduto d'Olimpia per completare il trittico della vittoria e riportare nel mondo i valori dello sport. Anche Madame A, aiutata da Coldwater, è alla ricerca del Tempio perduto per ottenere l'eterna giovinezza.

## Personaggi

### Personaggi principali

Da sinistra in senso orario: Jo, Franci, Patty, Susan, Ann Mary, Vicky e Beth.

Lucky
Un campione di pallavolo, dopo aver rinunciato a questo sport perché Max Coachrane aveva venduto una partita a Madame A, ha cominciato a fare il giardiniere a Villa Ruskin, ma dieci anni dopo il suo vecchio allenatore Luther lo convince a tornare nel mondo dello sport per allenare le Spike e gli Spiker. Determinato, generoso e ironico, ha fiducia nei valori dello sport e non sopporta il gioco sporco. Il suo sogno è riportare lo sport ai suoi valori originari ed è innamorato di Grace. Il suo segno zodiacale è Sagittario e la sua virtù sportiva l'Umiltà. Alea gli consegna la sua pietra, il cristallo (o diamante), nell'episodio 26 della prima stagione.
Johanna "Jo" Robertson
Carismatica e grintosa, non si arrende mai e non esita ad aiutare gli altri; tuttavia, è molto orgogliosa e non si fa aiutare facilmente: a causa della vita difficile che ha avuto, infatti, pensa che nulla sia gratis e che le delusioni siano sempre in agguato. Dopo la morte dei genitori Eric Robertson e Isabel Arriaga, è cresciuta nel ghetto di Evertown con la nonna Rina, il gemello Julio e il fratellino di otto anni Ramon: per mantenere la famiglia ha rinunciato al college, nonostante volesse continuare a studiare, e ha cominciato a lavorare in una delle beauty farm di Madame A come addetta alle pulizie. In cambio di una borsa di studio per lo sport da parte dello Spikersfield College e dietro insistenza della nonna, accetta di entrare nello Spike Team, diventandone il capitano. È innamorata di Carlos e il suo colore preferito è il rosso. Il suo segno zodiacale è Leone e la sua virtù sportiva la Forza. Trova la sua pietra, il rubino, nell'episodio 23 della prima stagione.
Victoria "Vicky" Silvestri
Disciplinata, ordinata e ubbidiente, il suo sogno è vincere almeno una volta, ma senza trucchi, perché in tutte le competizioni alle quali ha partecipato è sempre arrivata seconda a causa della tensione. Al college dorme in camera con Susan e la sua famiglia appartiene all'alta borghesia: la madre Nicole Sanders è una tennista, mentre il padre James Silvestri è un ex campione di equitazione che ha dovuto rinunciare alle Olimpiadi a causa di un infortunio che lo ha reso zoppo. Per questo motivo Victoria subisce le pressioni dell'uomo, che la spinge a vincere assolutamente le gare d'equitazione senza sentire ragioni. Victoria gli tiene così nascosto che gioca nello Spike Team, ma poi decide di non seguire più le ambizioni del genitore e di confessargli quello che prova davvero. È innamorata di Phil e il suo colore preferito è il viola. Il suo segno zodiacale è Capricorno e la sua virtù sportiva la Lealtà. Trova la sua pietra, il turchese, nell'episodio 12 della prima stagione.
Elizabeth "Beth" Monroe
Timida e dolce, ama libri, poesie e fumetti, e il suo preferito è Will Steiner, l'investigatore. È una ragazza sincera e discreta che dice sempre la verità: piuttosto che mentire per nascondere un segreto, preferisce tacere. Vive con il padre Nathan, capo pompiere, la madre Gwen, tranquilla donna irlandese, il fratello maggiore, Adam, che frequenta l'accademia di polizia, e la tartaruga Ruga. Sogna di diventare una scrittrice, è brava a suonare il pianoforte e al college è in camera con Ann Mary. Grazie alla pallavolo, scopre di essere molto determinata e diventa la muratrice dello Spike Team. È innamorata di Mark e il suo colore preferito è il verde. Il suo segno zodiacale è Pesci e la sua virtù sportiva il Coraggio. Trova la sua pietra, lo smeraldo, nell'episodio 21 della prima stagione.
Patricia "Patty" Tan Denver
Una ragazza studiosa, è sempre al passo con le ultime tecnologie e ha una grande forza di volontà; non ama sbagliare e in passato ha già giocato un po' a pallavolo. Nata a Singapore, sua madre, la cinese di alto rango Ai Linn Tan, è morta quando lei aveva sette anni e Patty ha viaggiato in tutto il mondo perché il padre, Charles Fitzpatrick Denver, è un diplomatico delle Nazioni Unite. Non essendo mai a casa, il signor Denver ha lasciato la figlia in mano ai domestici e la vizia con molti regali: così, Patty non ha mai dovuto impegnarsi per ottenere qualcosa, considerandosi migliore degli altri, che pretende di comandare a bacchetta come i domestici. Per questo motivo inizialmente si scontra con Jo, ma poi cambia e rivela un forte bisogno di essere accettata e avere una famiglia. Il suo colore preferito è l'azzurro. Il suo segno zodiacale è Vergine e la sua virtù sportiva lo Spirito di sacrificio. Trova la sua pietra, l'ametista, nell'episodio 5 della prima stagione. Nella seconda stagione s'innamora di Brent, con il quale inizia a uscire.
Susan "Sue" Bredford
Distratta, pigra e un po' pasticciona, è sempre allegra e positiva, e il suo umorismo è contagioso. Le piace mangiare, dormire, giocare ai videogiochi e guardare la televisione. Vive con i genitori Kevin Bredford e Laura Carter, che non sono però molto presenti, e la sorellina di otto anni Martha; ha anche una nonna materna, Emma, che però non vede mai a causa del cattivo rapporto tra la donna e la madre di Susan. Cita sempre i proverbi del Saggio e nello Spike Team ha il ruolo di palleggiatrice. Al college è in camera con Victoria e il suo colore preferito è l'arancione. Il suo segno zodiacale è Scorpione e la sua virtù sportiva l'Equilibrio. Trova la sua pietra, il topazio, nell'episodio 8 della prima stagione. Nella seconda stagione s'innamora di Boyd, un giocatore di rugby nella squadra del Brightstar College.
Ann Mary Lewit
Raffinata e un po' snob, è la figlia minore di una famiglia molto importante di Evertown: il padre Roger Lewit è un ricco uomo d'affari, mentre la madre Stella Ardakis è una donna di classe. Ha anche due fratelli maggiori, Hugh e Steven, che lavorano nelle imprese paterne. Una ragazza intelligente che ama il fucsia, è iscritta al dipartimento di Belle Arti. Nonostante si faccia spesso influenzare dall'aspetto esteriore, ha un cuore d'oro e vede sempre la parte migliore di tutto ciò che la circonda. Il suo telefilm preferito è Fashion and Gossip e, visto che sogna di diventare una stilista, cuce da quando ha cinque anni; dorme al college in camera con Beth. Inizialmente esce con Mark, ma poi s'innamora di Julio; si lasciano però nella terza stagione perché sono troppo diversi. Il suo segno zodiacale è Gemelli e la sua virtù sportiva la Tenacia. Trova la sua pietra, il lapislazzuli, nell'episodio 17 della prima stagione.
Francesca "Franci" Newell
È il settimo membro dello Spike Team, di origini italiane, e si unisce alla squadra come libero in occasione della preparazione alle Olimpiadi studentesche. È una fan delle Spike e ha iniziato a giocare a pallavolo dopo aver assistito alle loro partite. Ha un fratello, Carmelo, costretto su una sedia a rotelle. La sua virtù sportiva è l'Umiltà, e il suo segno è il Cancro.

### Personaggi secondari
Julio Robertson
Il fratello gemello di Jo, vive nel ghetto con il fratellino di otto anni Ramon e la nonna Rina dopo la morte dei genitori, che non ha ancora superato. Ha abbandonato la scuola e gli piacciono il basket e le moto: il suo sogno è sfondare nel mondo delle corse, alle quali rinuncia dopo un incidente. Avendo perso una partita a basket contro Lucky, accetta di aiutarlo, insieme a Carlos, ad allenare lo Spike Team. Ha una cotta per Ann Mary e il suo segno zodiacale è Leone.
Carlos Montero
È un ragazzo tosto che vive con la madre Francisca Gracia, malata, mentre il padre se n'è andato di casa molto tempo fa. Passa molto tempo al ghetto insieme al suo migliore amico Julio e gli piacciono gli skateboard e le moto; lavora in un autolavaggio per guadagnare i soldi per far curare sua madre. Ha una cotta per Jo e il suo segno zodiacale è Toro.
Mark McGowan
Gentile e sofisticato, vive nei quartieri alti di Evertown, anche se ha passato la maggior parte della sua vita in mare, sulla barca dei genitori, che possiedono un cantiere velico di modeste dimensioni. Gli piacciono molto le poesie, frequenta il dipartimento di Belle Arti e il suo sport preferito è il baseball. È molto popolare tra le ragazze e il suo segno zodiacale è Bilancia. Inizialmente esce con Ann Mary, ma poi s'innamora di Beth.
Philip "Phil" Berger
Simpatico e ironico, ha l'orecchio assoluto per la musica e il suo sport preferito è il rugby, anche se, con poco sforzo, diventa presto bravo in tutto. È innamorato di Vicky. Sua sorella Nadia vive a Tel Aviv con i figli. Il suo segno zodiacale è Ariete.
Brent Winters
Ragazzo inglese proveniente da Silverstone, all'età di sedici anni ha avuto un incidente in moto che lo ha privato delle gambe dal ginocchio in giù, ma nonostante la disabilità non ha perso la voglia di vivere e partecipa a diverse competizioni paralimpiche. È innamorato di Patty, che ha conosciuto in chat.
Armand Alea
Il proprietario e rettore dello Spikersfield College, è un archeologo e un ricercatore di antichi cimeli sportivi. Viene buttato giù da una scogliera dagli uomini di Madame A, ma riesce a salvarsi e, con un finto testamento, indice il torneo di pallavolo che deciderà le sorti della scuola. Si nasconde in una stanza segreta del museo, sotto la sala della Torcia: l'unica persona a sapere che è ancora vivo è Luther, l'ex allenatore di Lucky, ma poi ne viene a conoscenza anche Grace. È stato anche lui un giocatore di pallavolo.
Luther
Guardiano delle installazioni sportive dello Spikersfield College, è il vecchio allenatore di Lucky e l'ha convinto a tornare nel mondo dello sport e allenare lo Spike Team. È l'unica persona a sapere che Armand Alea, suo vecchio amico, è ancora vivo.
Grace Loton
Professoressa di Archeologia allo Spikersfield College e vecchia fiamma di Lucky, un tempo faceva la cheerleader. È la figlia del meccanico Ralph Loton e dell'insegnante di lingue Jenny Kowalsky. Con la scomparsa di Armand Alea diventa l'esecutrice testamentaria, la nuova direttrice del college e la promotrice del torneo.
Vittorio "Vito" Revelli
È l'allegro proprietario di origini italiane del chiosco sulla spiaggia Vito's, al quale Lucky si reca spesso insieme allo Spike Team. Nella terza stagione apre un ristorante insieme a nonna Rina. Ha una nipote che frequenta un prestigioso college a Roma, il Pazienza, e che sfiderà con la sua squadra, le Dinamite, lo Spike Team alla finale delle olimpiadi studentesche.
Amalia Grabhall "Madame A"
Una donna d'affari senza scrupoli, vuole impossessarsi di tutta Evertown e, per raggiungere il suo scopo, organizza un attentato per uccidere Armand Alea, proprietario dell'unico terreno non ancora in suo possesso. Per poter partecipare al torneo, compra la miglior squadra di pallavolo femminile sul mercato, le Rose Nere, e assume un allenatore spregiudicato, Max Coachrane. Ha un gatto di nome Veleno ed è allergica ai fiori; cerca sempre nuovi modi per mantenersi giovane e combattere la pancia, la calvizie e le rughe. I suoi collaboratori più stretti sono il mite avvocato Pinkett, innamorato di lei, il chirurgo Pereira e gli scagnozzi Mimicrì e Linxy. Alla fine della prima stagione viene arrestata per le sue scorrettezze e il tentato omicidio di Alea; nella seconda stagione, con l'aiuto di Coldwater e Priscilla, cerca d'impossessarsi del Braciere d'Olimpia per ottenere l'eterna giovinezza, ma fallisce.
Max Coachrane "Coach Match"
L'allenatore delle Rose Nere, è un uomo spregiudicato e sleale al quale interessa solo vincere. Un tempo lui e Lucky erano compagni di squadra, ma ora sono ai ferri corti: per fargli dispetto, comincia a corteggiare Grace. Il suo secondo fine è anche quello di conquistare la fiducia della donna per convincerla a cercare un accordo con Madame A e rinunciare al torneo. Nella seconda stagione s'innamora di Priscilla.
Gherard Coldwater
È il coordinatore della WVBL presso il Brightstar College e considera Alea il suo maggior rivale in campo archeologico. Lavora per Madame A per trovare il Braciere d'Olimpia, e utilizza Boyd come spia per seguire tutte le mosse delle Spike.
Priscilla Grey
È incaricata dal comune di Evertown di accompagnare lo Spike Team in Inghilterra per occuparsi degli aspetti logistici della trasferta. Lavora per Madame A per trovare il Braciere d'Olimpia e cerca di sedurre Lucky.
Justin Clarke
È il capo di una banda di bulli del Norton College, una scuola per ragazzi ricchi, e ha una cotta per Irina, con la quale comincia a uscire. Ha una sorella, Kate, che gioca nelle Rose Nere. Va sempre in giro in moto con i suoi migliori amici Brett e Ham.
Irina Skinner
È il capitano delle Rose Nere, la squadra di pallavolo di Madame A, ed è una ragazza leale che non ama il gioco sporco. Comincia a uscire con Justin e ha una sorella di nome Dana.
Abraham Alea
Il cugino di Armand, è in combutta con Madame A nella terza stagione.

## Episodi
| Stagione         | Episodi | Prima TV  |
| ---------------- | ------- | --------- |
| Prima stagione   | 26      | 2010-2011 |
| Seconda stagione | 26      | 2014      |
| Terza stagione   | 26      | 2018      |

## Doppiaggio
Il doppiaggio è curato da Dea 5 srl per la prima stagione e da Edimedia srl per la seconda; il direttore del doppiaggio è Giuliano Santi, mentre l'assistente al doppiaggio Eva Cavaciocchi: insieme hanno anche curato i dialoghi. La sigla di testa Spike Team, scritta da Giovanni Cera e Angelo Poggi, è interpretata da Jenny B; la sigla di coda è in italiano per la prima stagione e in inglese per la seconda: in quest'ultimo caso, è interpretata da Matteo Setti.
| Personaggi                     | Doppiatori |
| ------------------------------ | --- |
| Johanna "Jo" Robertson         | Perla Liberatori |
| Victoria "Vicky" Silvestri     | Gaia Bolognesi Laura Amadei (dall'episodio 3x08) |
| Elizabeth "Beth" Monroe        | Eva Padoan |
| Patricia "Patty" Tan Denver    | Gemma Donati Chiara Oliviero (terza stagione) |
| Susan "Sue" Bredford           | Letizia Ciampa Emanuela Damasio (terza stagione) |
| Ann Mary Lewit                 | Laura Lenghi Monica Vulcano (ep. 3x06, dall'episodio 3x08) |
| Francesca "Franci" Newell      | Emanuela Ionica |
| Lucky                          | Andrea Lucchetta |
| Julio Robertson                | Daniele Raffaeli |
| Carlos Montero                 | Alessandro Vanni |
| Mark McGowan                   | Gabriele Lopez Simone Veltroni (in alcuni episodi della terza stagione) |
| Philip "Phil" Berger           | Simone Veltroni Daniele Giuliani (in alcuni episodi della terza stagione) |
| Brent Winters                  | Flavio Aquilone (Il sogno di Brent versione originale e seconda stagione) Alessio De Filippis (episodio 2x02 e Il sogno di Brent seconda versione) Daniele Di Matteo (terza stagione) |
| Armand Alea                    | Saverio Indrio |
| Luther                         | Vittorio Di Prima (prima stagione) Paolo Lombardi (seconda e terza stagione) |
| Grace Loton                    | Monica Bertolotti |
| Amalia Grabhall "Madame A"     | Emanuela Baroni (prima e seconda stagione) Domitilla D'Amico (terza stagione) |
| Vito Revelli                   | Achille D'Aniello |
| Pereira                        | Oliviero Dinelli |
| Pinkett                        | Massimo Milazzo |
| Mimicrì                        | Mario Cordova |
| Linxy                          | Alessandro Ballico |
| Nonna Rina Robertson           | Doriana Chierici |
| Ramon Robertson                | Barbara Pitotti Emanuela Damasio (episodio 1x16) Barbara Sacchelli (terza stagione)                                                                                                   |
| James                          | Gaetano Varcasia |
| Sam                            | Marco Baroni |
| Cronista (stag. 1)             | Dan Peterson |
| Vincent                        | Ambrogio Colombo |
| Justin Clarke                  | Mirko Mazzanti (prima stagione) Paolo Vivio (seconda stagione) |
| Irina Skinner                  | Barbara Pitotti |
| Max Coachrane "Coach Match"    | Mimmo Strati |
| Giusy Versace (stag. 2 e 3x06) | Monica Vulcano |
| Juri Chechi (stag. 2)          | Manfredi Aliquò |
| Dave Cooper (stag. 2)          | Fabrizio Picconi |
| Padre di Brent (stag. 2)       | Alessandro Budroni |
| Madre di Brent (stag. 2)       | Barbara Villa |
| Gherard Coldwater (stag. 2-3)  | Giuliano Santi |
| Priscilla Grey (stag. 2-3)     | Gilberta Crispino |
| Laura Carter                   | Laura Nicolò |
| Carmelo Newell                 | Daniele Raffaeli |
| Kate Snake                     | Emanuela Damasio Barbara Sacchelli (terza stagione) |
| Abraham Alea                   | Andrea Ward |

## Distribuzioni internazionali
Spike Team è stata acquistata da Foothill Entertainment per i paesi di lingua inglese, da Rose Entertainment per il Sud America e da Ypsilon Entertainment per i paesi di lingua spagnola.
| Paese                    | Data                                           | Canale/i       | Titolo            |
| ------------------------ | ---------------------------------------------- | -------------- | ----------------- |
| Brasile                  | 15 giugno 2012 (terminata il 21 dicembre 2012) | Gloob          | Spike Team        |
| Spagna (lingua catalana) | 31 marzo 2012                                  | Super3         | L'equip Spike     |
| Israele                  | 1º luglio 2012                                 | Kids TV (Noga) | צוות ספייק        |
| Polonia                  | 6 dicembre 2012                                | Teletoon+      | Spike Team        |
| Russia                   | 20 luglio 2014                                 | Multimania     | Команда Спайк     |
| Thailandia               | 1º ottobre 2013                                | True Spark     | พยัคฆ์สาว วอลเลย์บอล |
| Turchia                  | 2 aprile 2012                                  | D-Smart Çocuk  | Yıldızlar takımı  |
| Ungheria                 | 1º gennaio 2015                                | Megamax        | Ütős hatos        |

## Libri
In Italia nel 2011 sono usciti quattro libri e un diario di Spike Team, scritti da Fabrizio Lo Bianco ed editi da Fabbri Editori. I libri sono stati venduti nel 2012 in Brasile alla casa editrice Editora Fundamento e sono in corso le trattative per il lancio in Turchia, Cina, Israele e altri paesi.
- Fabrizio Lo Bianco, Spike Team - Il grande sogno, Fabbri Editori, 23 marzo 2011,  pp. 192 pagine, ISBN 978-88-451-6220-6.

Il libro è composto da sei storie autoconclusive, nelle quali le Spike sono protagoniste a rotazione. Victoria deve cercare di convivere con il disordine di Susan; Jo affronta dei bulletti che danno fastidio al fratellino Ramon; Ann Mary, delusa perché Mark ha scelto Beth, scopre grazie a Julio che non deve aver paura di mostrare la vera se stessa; Patty sostituisce per un giorno Jo alla beauty farm per dimostrarle di essere migliore, ma combina un sacco di danni; Beth, appisolatasi in spiaggia, sogna di essere una detective; Susan rovina una festa esclusiva dell'Alpha Society con la sua goffaggine.
- Fabrizio Lo Bianco, Spike Team - La partita del secolo, Fabbri Editori, 23 marzo 2011,  pp. 192 pagine, ISBN 978-88-451-6219-0.

Il centro di accoglienza per bambini in difficoltà di Villa Ruskin rischia di chiudere a causa dei troppi debiti e, se entro una settimana l'ipoteca non verrà estinta, Madame A s'impossesserà del terreno per costruirci un centro commerciale. Lo Spike Team decide così di giocare, contro una selezione delle giocatrici più forti del Torneo Alea, una partita di beneficenza per raccogliere fondi. Nonostante l'impegno profuso, però, il denaro raccolto non è sufficiente, ma i coniugi Sutherland, vecchi amici della signora Ruskin, mettono la differenza e, anche se Madame A cerca in tutti i modi d'impedire che Lucky versi il denaro in banca prima che questa chiuda, l'allenatore delle Spike riesce a fare il bonifico, salvando l'orfanotrofio.
- Fabrizio Lo Bianco, Spike Team - Il nostro diario, Fabbri Editori, 20 aprile 2011,  pp. 128 pagine, ISBN 978-88-451-6221-3.

Contiene la presentazione della storia e dei personaggi principali, con giochi e curiosità.
- Fabrizio Lo Bianco, Spike Team - Fuori campo, Fabbri Editori, 24 agosto 2011,  pp. 192 pagine, ISBN 978-88-451-6444-6.

Il libro è composto da sei storie autoconclusive, nelle quali le Spike sono protagoniste a rotazione. Victoria decide di non partecipare più alle gare di equitazione; Jo sostituisce Julio, malato, in una gara di skateboard; Ann Mary ottiene un provino per Fashion & Gossip, ma rimane delusa quando scopre che la madre l'ha raccomandata; Patty, in occasione del suo compleanno, spaccia il domestico Arthur per suo padre, salvo poi venire scoperta quando il vero signor Denver si presenta a sorpresa; mentre cerca la tartaruga Ruga, Beth trova il coraggio di baciare Mark e l'ispirazione per il suo primo romanzo; Susan ha un disastroso appuntamento con Ham al Fast Burger.
- Fabrizio Lo Bianco, Spike Team - Sabbia rovente, Fabbri Editori, 24 agosto 2011,  pp. 192 pagine, ISBN 978-88-451-6445-3.

Durante una pausa nel Torneo Alea, Justin sfida lo Spike Team a una partita di beach volley contro lui, i suoi amici e le Rose Nere. Nonostante il gioco sporco praticato dal ragazzo, che vuole fare colpo su Irina, lo Spike Team vince.